# مورسی بلوم
مورسی بلوم (انگلیسی: Maurice Blomme; ۲۹ اکتبر ۱۹۲۶ – ۱۱ آوریل ۱۹۸۰) دوچرخه‌سوار اهل بلژیک بود.